# Alexandre Dereims
Alexandre Dereims est un journaliste et un réalisateur de documentaires français.

## Biographie
Ses documentaires ont été diffusés sur Arte, France Télévisions, Canal Plus, Planète+, SVT, TSR, TVE, YLE, RTV, ABC, KBS, RTF…
En 2007, il a remporté le Prix international de la Croix-Rouge au Festival de Télévision de Monte-Carlo pour Un génocide à huis clos, un documentaire sur le sort du peuple Karen en Birmanie,
En 2009, il a remporté le prix Albert-Londres en France pour Han, le prix de la liberté, et la Nymphe d'or du meilleur documentaire au Festival de Télévision de Monte-Carlo  pour La Corée du Nord : la liberté ou la mort, deux documentaires filmés secrètement avec les transfuges nord-coréens dans leur fuite à Séoul par la Chine et l'Asie du Sud-Est.
En 2010 et 2011, il a filmé les migrants africains en route vers l'Europe, à travers le désert du Ténéré et pendant le printemps arabe en Égypte et en Libye. Le documentaire Le piège, a été sélectionné au Festival Al Jazeera et à l’IDFA.
Depuis 2012, en partenariat avec Claire Beilvert, producteur et photographe de presse, il a filmé un long métrage documentaire sur le peuple Jarawa dans les îles Andamans en Inde. Ce sont les premiers journalistes à avoir interviewé les Jarawas pour leur donner la parole. Le film intitulé Nous sommes l'humanité, a été présenté en avant-première au musée Guimet le 12 avril 2018.

## Documentaires

### Han le prix de la liberté
Chaque mois, des centaines de désespérées tentent de fuir la Corée du Nord, l'une des pires dictatures du monde. Ils risquent leur vie en essayant de s’échapper en Corée du Sud. Mais traverser directement en Corée du Sud est impossible. La frontière est impénétrable. C’est la DMZ, un no man's land de 248 kilomètres de long et 4 km de large à travers lequel les armées des deux nations sœurs ont été confrontés durant les 50 dernières années. Pour ceux qui veulent s’échapper la seule issue est la route qui passe par le nord de la Chine, jusqu’au Laos. Un voyage de 5 000 kilomètres à travers l'Asie. S'ils sont capturés, ils sont renvoyés en Corée du Nord où ils font face à des tortures et des exécutions. Les réfugiés tentent d'atteindre la Thaïlande, le seul pays dans le sud-est asiatique qui autorise aux Nord-Coréens de rejoindre à Séoul. Seulement un réfugié sur deux arrivent à Séoul. Ils sont 300 000 réfugiés nord-coréens qui se cachent en Chine et seulement 15 000 en Corée du Sud. Une fois dans le Sud, les Nord-Coréens font l'objet de[Quoi ?]. Certains d'entre eux se suicident.
Ils sont libres mais déracinés et désespérément seuls avec leurs souvenirs.
Han, le prix de la liberté a été filmé durant un an en Corée du Sud, en Chine et en Thaïlande.

### Le Piège
C’est à l’époque où Kadhafi était devenu notre ami. Il serrait la main de Berlusconi et de Tony Blair. Il menaçait l’Europe. Des millions d'Africains allaient nous envahir. L'Europe deviendrait musulmane. Seul, il pourrait intervenir. Il a demandé un milliard d'euros par an pour stopper la prétendue invasion. Les Italiens ont été les premiers à réagir. Ils ont signé un pacte d'amitié avec le «Guide de la Révolution», cinq milliards d'euros à verser à la Libye plus de 25 ans à titre de compensation pour la période coloniale. L'accord contient également une clause sur l'immigration. Les Libyens ont promis de contenir et de renvoyer les migrants qui tentent de passer en l'Europe. Pourtant, des milliers d’Africains rêvent d'une vie meilleure en essayant encore et encore de passer en Libye. Ils fuient la pauvreté, la guerre et la dictature et ils sont prêts à risquer leur vie en traversant le désert du Ténéré. Un Documentaire filmé durant deux ans au Niger, en Libye, en Tunisie, en Égypte, en Grèce, en Italie et en France avec les migrants africains sur leur chemin vers l'Europe.